# Laogai
Ne doit pas être confondu avec Laojiao.

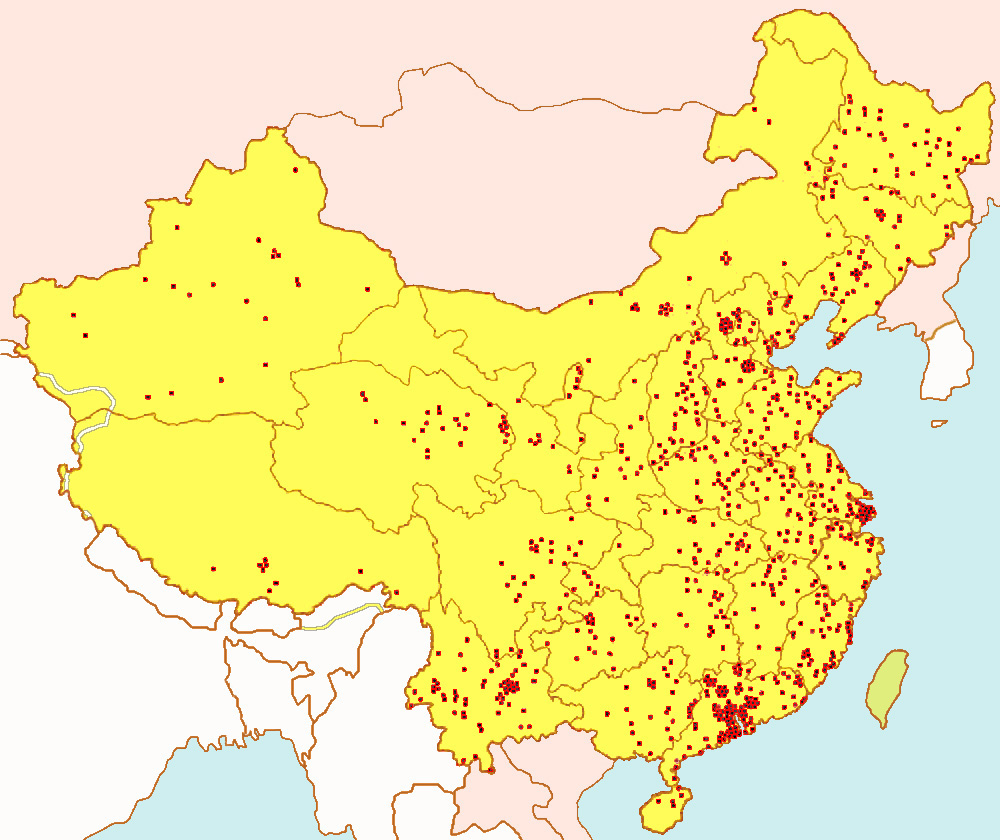
Carte des laogai en Chine, en 1992.

Le laogai (chinois simplifié : 劳改 ; pinyin : láogăi ; abréviation de 劳动改造 láodòng gǎizào, « rééducation par le travail ») est un camp de rééducation par le travail en république populaire de Chine. Par son usage au service de l'appareil répressif de l'État, il est communément considéré comme l'équivalent du goulag soviétique.
En décembre 2013, la Chine met officiellement fin à la politique des laogai. Cependant, ce dispositif concentrationnaire perdurerait en 2017, avec 5 à 8 millions de prisonniers.

## Histoire

### Création
En 1951, Mao Zedong prône la rééducation des éléments déviants par le travail : « Le grand nombre de criminels emprisonnés qui attendent d'être jugés, constitue une importante force de travail. Pour les rééduquer, résoudre le problème de l'encombrement des prisons et ne pas permettre que les contre-révolutionnaires emprisonnés soient nourris à ne rien faire ; il faut immédiatement instituer un système de rééducation par le travail ».

### Développement
Les laogai se développent et deviennent un réseau de camps de travaux forcés pour les ennemis du Parti communiste chinois selon les « neuf catégories de nuisibles » (propriétaires fonciers, paysans riches, contre-révolutionnaires, mauvais éléments, droitistes, militaires et agents du Kuomintang, agents ennemis capitalistes et les intellectuels pendant la Révolution culturelle). En 2020, nombre de ces centres de détention existent encore[réf. souhaitée]. On y trouve les opposants politiques, dissidents, et étudiants présents lors des manifestations du 27 avril et 4 juin sur la place Tian'anmen en 1989. On trouve également dans ces camps des activistes qui reconnaissent le pape, des activistes tibétains et un nombre important de pratiquants du Falun Gong,.
Dans les années 1990, les autorités chinoises récupèrent les organes sur les prisonniers afin de les transplanter sur des membres du Parti communiste chinois ou sur de riches étrangers,.
Du point de vue répressif, le système de « rééducation par le travail » autorise à enfermer les délinquants ou les opposants politiques « pour une durée pouvant aller jusqu'à quatre ans, de manière extrajudiciaire, sans procès ni possibilité de recours à un avocat ».
L'ancien détenu des camps chinois, Harry Wu (1937-2016) fait campagne, avec succès, pour présenter le terme « laogaï » dans l'Oxford English Dictionary où il est entré en 2003, suivi en 2005 dans le Duden, un dictionnaire de la langue allemande, et en 2006 dans des dictionnaires des langues italienne et française.

### Abolition officielle de 2013
L'Assemblée nationale populaire de Chine abolit définitivement le système de laogai en décembre 2013. Le gouvernement annonce la fermeture définitive de ces « camps de rééducation par le travail » .
Toutefois, selon le sinologue Jean-Luc Domenach, ces camps perdurent : en 2017, cinq à huit millions de Chinois seraient détenus dans environ 1 000 camps. Jean-Luc Domenach mentionne aussi le développement des prisons noires, détention extrajudiciaire qui concerne 20 000 à 30 000 personnes.

## Fonctionnement des camps

### Interrogatoire
Après l'arrestation d'un suspect, la durée des interrogatoires est particulièrement longue. Elle sera de 15 mois pour le détenu Jean Pasqualini. Selon ce dernier, il est impossible de résister aux interrogatoires, ainsi : « Durant mes années de prison —raconte Pasqualini — j'ai connu un homme qui avait en fait été arrêté par erreur— il portait le même nom que la personne recherchée. Au bout de quelques mois, il avait avoué tous les crimes de l'autre. Quand on découvrit la méprise, les autorités de la prison eurent toutes les peines du monde à le persuader de rentrer chez lui. Il se sentait trop coupable pour ça ».
L'interrogatoire a deux objectifs : d'une part obtenir des aveux complets et d'autre part la « dénonciation » de nouveaux coupables. Dès le début de l'interrogatoire, la mise en scène permet d'asseoir l'autorité du geôlier sur le détenu. Ce dernier est assis par terre ou sur un petit tabouret alors que celui qui le questionne est sur une plateforme en hauteur.
Le sinologue Simon Leys indique que le détenu, pris dans « l'engrenage du système totalitaire » n'a que deux choix : soit se suicider soit survivre. La deuxième option est finalement aussi définitive que la première : « accepter de survivre c'est renoncer à être soi-même ». La survie oblige le prisonnier à s'adapter au milieu. Dans un premier temps il joue le rôle que ses geôliers attendent de lui, puis, son personnage prend, peu à peu, le dessus sur sa véritable personnalité. « Il faut jouer le jeu, et jouant le jeu, le jeu vous change » .

### Règlement du laogai du Parti communiste chinois

#### Manuel de réforme de procédure criminelle approuvé par le Bureau dulaogaidu ministère de la Justice
« La tâche essentielle de nos installations du laogai est de punir et réformer les criminels. Pour définir concrètement leurs fonctions, elles remplissent leurs tâches dans les trois domaines suivants :
1. punir les criminels et les garder sous surveillance.
2. réhabiliter les criminels.
3. Faire participer les criminels au travail et à la production, créant ainsi de la richesse pour la société.

Nos installations du laogai sont à la fois des services de l'État et des entreprises spécialisées. »

#### Décision du Conseil d'État relative à la rééducation par le travail
« Les catégories suivantes de personnes peuvent être embauchées pour être éduquées par le travail :
Les contre-révolutionnaires et réactionnaires anti-socialistes dont les crimes sont mineurs et ne font pas l'objet d'une poursuite criminelle et qui ont été renvoyés des administrations du gouvernement, des organismes, entreprises, écoles et autres unités, et n'ont aucun moyen de gagner leur vie. ».

## Lelaogai, entre goulag et entreprise

### Types de camps, production, produits
En 2006, la Laogai Research Foundation dénombre 4 000 camps de travail, centres de détention et prisons ayant le caractère de camps laogai. Ce nombre est obtenu en prenant en compte des centres de détention prenant l'apparence d'usines, de fermes et de mines. Pékin a reconnu officiellement que les marchandises produites dans ces camps rapportaient en moyenne 200 millions d'euros par an.
À partir de 1983, alors que Deng Xiaoping fait de chaque laogai une entité économique autonome, le directeur de camp est devenu chef d'entreprise.
Les produits du laogai sont divers et variés : thé noir, céréales, en passant par les pièces automobiles, produits chimiques (engrais, poudre noire), ciment, jouets, agriculture (coton, riz, etc.), mais aussi l'exploitation minière (notamment l'amiante). Les prisonniers produisent pour l'exportation environ 150 articles différents. Et « si la qualité n'est pas satisfaisante, le prisonnier est battu ».
Le journaliste Gilles van Grasdorff indique, concernant les ouvriers de la ligne ferroviaire Qing-Zang réalisée dans les provinces du Tibet et du Qinghai entre 2004 et 2006, « ces travailleurs, hommes, femmes et enfants  provenaient tous des laogais, nombreux dans la région ».

### Vie dans les camps
Le sinologue Simon Leys mentionne qu'il était interdit aux détenus de chanter L'Internationale, en effet les paroles « debout les damnés de la terre » pourraient inciter les prisonniers à la révolte.

### Comparaisons avec le goulag soviétique et les camps nazis
La sinologue Marie-Claire Bergère, dans une lecture critique de l'ouvrage de Jean-Luc Domenach, mentionne : « le précédent nazi et l’expérience soviétique permettent d'établir des schémas communs d'émanation des idéologies totalitaires ».
L'universitaire Lucien Bianco compare les camps nazis, le goulag soviétique et le laogai chinois. Les camps issus de l'idéologie communiste ont duré plus longtemps que ceux du régime nazi (le laogai perdure toujours en Chine). Ils ont permis aussi d'enfermer plus de victimes, dix millions pour le laogai de 1952 à 1977 et, pour le goulag, entre 1,5 million à 2,5 millions entre 1938 et 1953. Toutefois, ces chiffres sont trompeurs car ils ne tiennent pas compte du renouvellement important dans les deux archipels. Toutefois, en Chine après 1958, les nouveaux arrivants sont moins nombreux que les détenus morts de faim.
Ainsi la Tibétaine Adhe Tapontsang devra ajouter onze ans de travail, de 1974 à 1985, à sa peine initiale.

#### Cannibalisme
Dans son ouvrage Chine : l'archipel oublié, le sinologue Jean-Luc Domenach indique que l'archipel (le goulag chinois) a plus souffert de la famine que le reste de la Chine ; plusieurs cas d'anthropophagie y ont aussi été signalés : « Au camp de Qiujin, un détenu chinois surnommé « le vautour » tue un enfant de 8 ans et le mange. Dans celui de Linyi (Shandong) un prisonnier rendu fou par la faim déterre les cadavres pour les dévorer ». De même, des cas de cannibalisme sont signalés dans le camp de rééducation de Jiabiangou où 2 500 prisonniers sont morts sur les 3 000 prisonniers initiaux. Lucien Bianco évoque cette femme qui vient se recueillir sur le cadavre de son mari mort, celui-ci n'a « plus de fesses, de cuisses ni de mollets ». Le dissident chinois Harry Wu, détenu pendant 19 ans dans le laogai, rapporte que le père d'un responsable d'un camp, âgé de 71 ans, avait, pour ses propriétés thérapeutiques, mangé crue la cervelle d'un homme exécuté.

### Sociologie des camps
Comparativement au goulag soviétique, les femmes, les étrangers et les paysans sont moins nombreux dans le laogai chinois.
Alors que dans le goulag les femmes représentent 10 % de la population carcérale, Jean-Luc Domenach mentionne un pourcentage faible des femmes dans les camps chinois, de l'ordre de 5 % jusqu'à la fin de la Révolution culturelle. Puis, avec l'accroissement des détenus issus de la délinquance de droit commun, ce pourcentage est monté à environ 10 %.
Les étrangers sont particulièrement rares dans le laogai chinois : métis comme le franco-chinois Jean Pasqualini, missionnaires occidentaux, Coréens qui fuient la Corée du Nord, Russes blancs sont les exceptions.

## Bilan
Le système du laogai est estimé à plus de 1 000 camps à travers les différentes régions de la république populaire de Chine. On estime généralement à 10 millions le nombre de prisonniers et d'internés durant chaque année du règne de Mao, avec un taux de mortalité annuel d'au moins 10 %[source insuffisante].
D'après le gouvernement chinois, il concerne actuellement plus de 2 millions d'individus, mais entre 4 et 6 millions de prisonniers selon la Laogai Research Foundation. Cette organisation, créée par Harry Wu, ancien prisonnier chinois du laogai, estime à plus de 50 millions le nombre de prisonniers chinois qui sont passés dans ces camps depuis l'arrivée des communistes au pouvoir en 1949 et à 20 millions d'hommes et de femmes qui y sont morts (froid, faim, maladie, fatigue, exécutions sommaires, etc.).
Début 2013, les autorités chinoises évoquent le projet de supprimer les laogai à travers une réforme importante du système de « rééducation par le travail ». En décembre, le gouvernement annonce la fermeture définitive de ces « camps de rééducation par le travail ». Selon les réformes, les travaux sont désormais rémunérés et soumis à la volonté des prisonniers. Des experts ont cependant mis en garde contre la probable persistance en Chine, sous des noms différents, d'autres formes de détention arbitraire.

#### Ouvrages sur le laogai
- Jean Pasqualini (trad. de l'anglais), Prisonnier de Mao. Sept ans dans un camp de travail en Chine , Paris, Gallimard, 1975, 339 p. (ISBN 2-07-029136-7)
- Jean-Luc Domenach, Chine : L'archipel oublié, Fayard, 1992, 692 p. (ISBN 978-2-213-65893-3, lire en ligne)
- Harry Wu (trad. de l'anglais), Vents amers, Paris, Bleu de Chine, 1994, 383 p. (ISBN 2-910884-05-8)
- Harry Wu (trad. de l'anglais), Laogai, le goulag chinois, Paris, Dagorno, 1997, 322 p. (ISBN 2-910019-30-6)
- Yiwu Liao, Dans l'empire des ténèbres, François Bourin, 2013, 678 p. (ISBN 978-2-84941-362-3 et 2-84941-362-3)

#### Ouvrages généraux
- Simon Leys, Images brisées, Robert Laffont, 1976
- Alain Roux, Le Singe et le Tigre : Mao, un destin chinois, Larousse, 2009, 1126 p.
- Lucien Bianco, La récidive. Révolution russe, révolution chinoise, Paris, Gallimard, 2014, 517 p. (ISBN 978-2-07-014698-7)